# Arena Barueri
El Arena Barueri es un estadio multiuso ubicado en Barueri, en la región metropolitana de São Paulo. El estadio pertenece al Prefectura de Barueri, y es donde juega de local el  Oeste y hasta 2010 jugó el Gremio Barueri. Inicialmente, el proyecto era de 25 000 asientos, pero con la posibilidad de que la ciudad albergara algunos partidos para la Copa del Mundo en 2014 , el proyecto ha sido rediseñado por completo, y aumentando la capacidad del estadio a 31 452 lugares, las dimensiones del campo son 107 x 70 (césped natural).

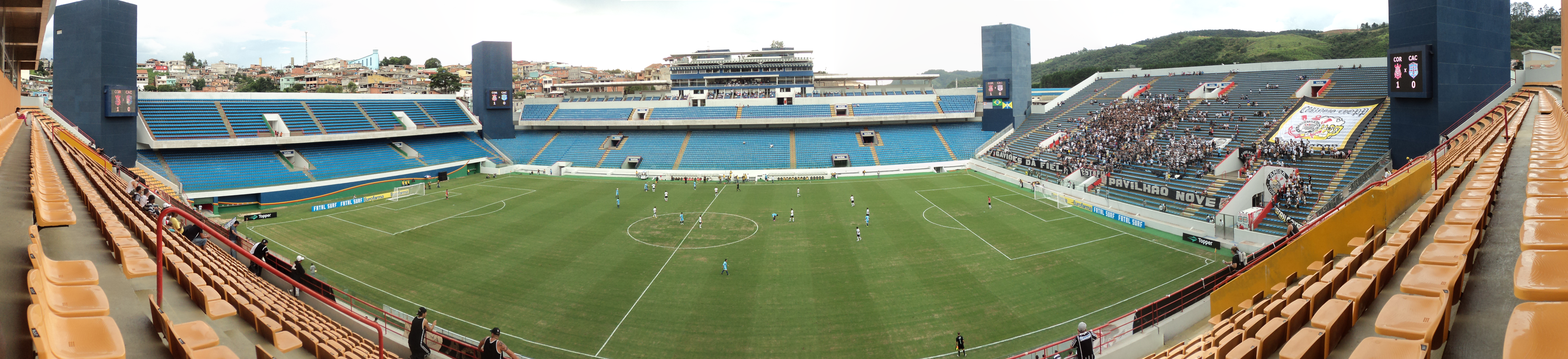
Imagen Panorámica.